# Tadeusz Marciniak
Tadeusz Marciniak (ur. 30 października 1895 we Lwowie, zm. 26 sierpnia 1966 w Warszawie) – polski lekarz, anatom, profesor i nauczyciel akademicki.

## Życiorys
Urodził się 30 października 1895 r. Ukończył studia na Wydziale Lekarskim Uniwersytetu Jana Kazimierza we Lwowie i został wykładowcą tej uczelni. Doktoryzował się tam w 1922 r. pod kierunkiem prof. Józefa Markowskiego, a od 1938 r. był profesorem tej uczelni. W 1938 dokonał balsamowania zwłok arcybiskupa Józefa Teodorowicza. W latach 1945–1946 pracował w Katedrze Anatomii Opisowej Człowieka w Państwowym Instytucie Medycznym we Lwowie i pełnił funkcję dziekana Wydziału Lekarskiego tej uczelni, jednocześnie prowadząc wykłady w języku polskim.
W czerwcu 1946 przyjechał do Wrocławia i został wykładowcą Politechniki i Uniwersytetu we Wrocławiu, a następnie Akademii Medycznej we Wrocławiu i Wyższej Szkoły Wychowania Fizycznego we Wrocławiu. W pierwszych latach powojennych brał czynny udział w odbudowie Zakładu Anatomii i doprowadził do budowy nowego skrzydła jego siedziby. W latach 1947/1948 i 1949/1950 był prodziekanem Wydziału Lekarskiego Politechniki i Uniwersytetu we Wrocławiu, a następnie dziekanem Wydziału Lekarskiego Akademii Medycznej we Wrocławiu (1952–1956) i prorektorem ds. nauczania (1959–1962) tej uczelni, zasiadając również w jej senacie. Był także rektorem Wyższej Szkoły Wychowania Fizycznego we Wrocławiu (1962–1965), w której powstawaniu brał czynny udział i prowadził wykłady dla studentów antropologii Uniwersytetu Wrocławskiego, a także uczył w szkołach pielęgniarstwa i położnictwa we Wrocławiu.
Prowadził prace badawcze z zakresu anatomii ośrodkowego układu nerwowego, układu moczowego oraz teratologii układu krążenia i układu mięśniowego. Habilitował się na podstawie rozprawy O tzw. wstępowaniu rdzenia kręgowego u płodów ludzkich. Promotor dwóch habilitacji (m.in. prof. Czesława Niżankowskiego) i sześciu doktoratów.
Odznaczony Krzyżem Komandorskim Orderu Odrodzenia Polski. Jednocześnie jako osoba mocno religijna i zdeklarowanie bezpartyjna był inwigilowany przez Służbę Bezpieczeństwa.
Z małżeństwa z prof. Ludwiką Lechowską-Marciniak miał syna prof. Romana Marciniaka.
Zmarł 26 sierpnia 1966 r. z powodu choroby nowotworowej jelita grubego miesiąc przed odejściem na emeryturę, został pochowany na cmentarzu św. Wawrzyńca we Wrocławiu. W 1976 r. na terenie Akademii Medycznej rektor prof. Stanisław Iwankiewicz i kierownik Katedry Anatomii Prawidłowej prof. Czesław Niżankowski odsłonili poświęconą mu tablicę pamiątkową. W 1978 r. szpitalowi w Zespole Opieki Zdrowotnej Dzielnicy - Krzyki, położonemu przy ul. Traugutta we Wrocławiu, nadano jego imię (zachował je po przeniesieniu szpitala do nowego kompleksu na osiedlu Stabłowice).

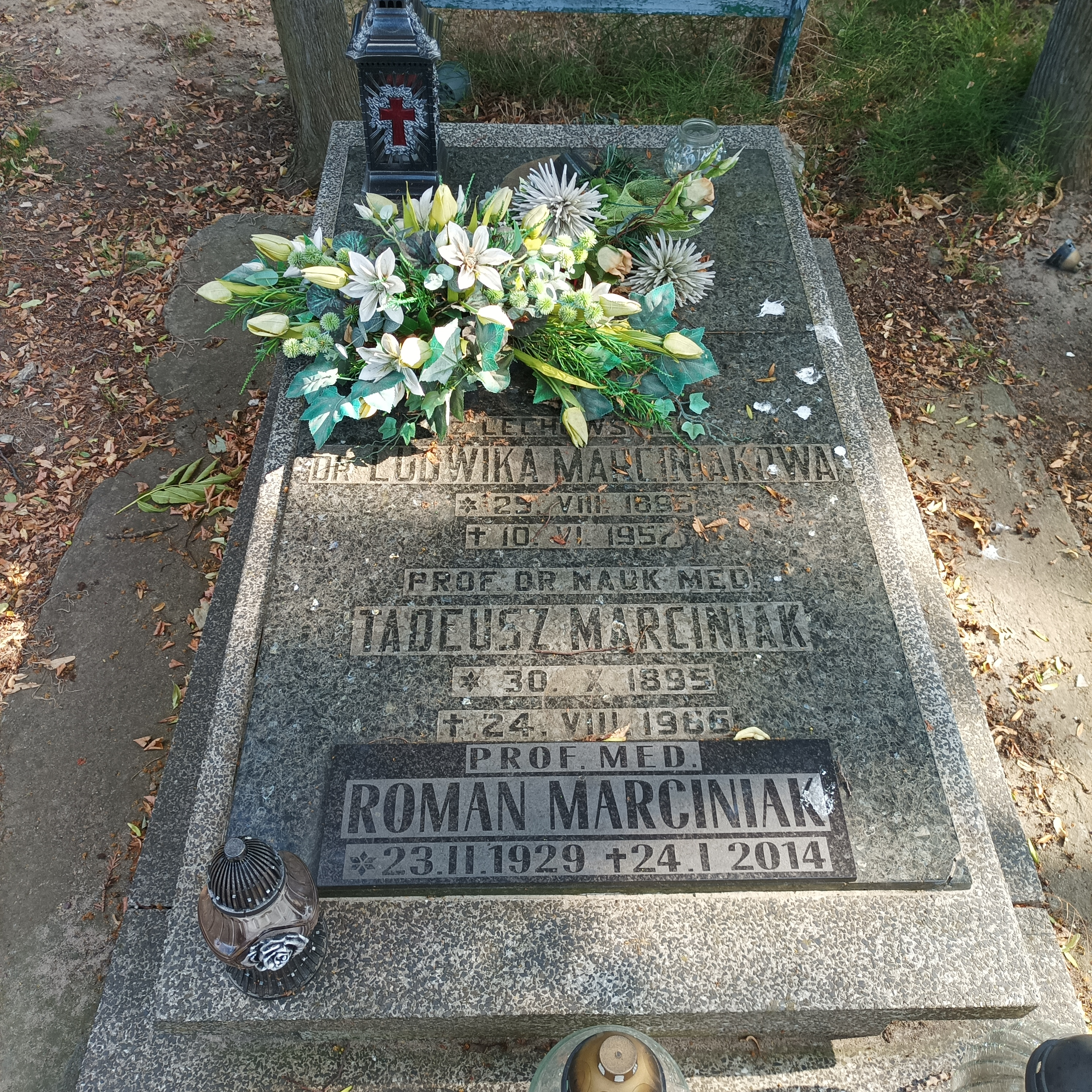
Grób prof. Tadeusza i prof. Romana Marciniaków na cmentarzu św. Wawrzyńca we Wrocławiu